# Cédric Djeugoué
Cédric Djeugoué (Mankwa, 28 augustus 1992) is een Kameroens voetballer die doorgaans speelt als centrale verdediger. In augustus 2019 verruilde hij New Star voor Forest Rangers. Djeugoué maakte in 2014 zijn debuut in het Kameroens voetbalelftal.

## Clubcarrière
Hij begon bij Kadji Sports Academy in Douala en kwam na familieperikelen in Tsjaad. Met Foullah Edifice werd hij in 2011 landskampioen en een jaar later werd hij uitgeroepen tot beste speler van de Tsjadische competitie.
Djeugoué speelde in 2013 voor Douala AC, maar de verdediger verkaste in 2014 naar Cotonsport Garoua. Bij die club kreeg de centrumverdediger rugnummer 4 toebedeeld en hij speelde dan ook vrijwel direct als basisspeler. Na een jaar stapte Djeugoué over naar Ittihad Tanger. In januari 2017 leek de Kameroener de overstap te gaan maken naar Kelantan FA in Maleisië, maar vanwege problemen met zijn documenten ging die transfer niet door. Na twee jaar bij New Star kwam de verdediger in 2019 bij Forest Rangers terecht.

## Interlandcarrière
Na een succesvolle periode in Tsjaad wees hij in 2012 het aanbod tot naturalisatie om voor het Tsjadisch voetbalelftal uit te komen af. Djeugoué maakte zijn debuut voor het Kameroens voetbalelftal op 26 mei 2014, toen er met 0–2 werd gewonnen van Macedonië. Hij begon in de basis en werd een kwartier voor tijd gewisseld voor Allan Nyom. Op 2 juni 2014 werd bekend dat de verdediger was opgeroepen voor de Kameroense selectie op het WK 2014 in Brazilië.
| Interlands van Cédric Djeugoué voor Kameroen | Interlands van Cédric Djeugoué voor Kameroen | Interlands van Cédric Djeugoué voor Kameroen | Interlands van Cédric Djeugoué voor Kameroen | Interlands van Cédric Djeugoué voor Kameroen | Interlands van Cédric Djeugoué voor Kameroen | Interlands van Cédric Djeugoué voor Kameroen |
| №                                            | Datum                                        | Wedstrijd                                    | Uitslag                                      | Competitie                                   | Goals                                        |                                              |
| Als speler bij Cotonsport Garoua             | Als speler bij Cotonsport Garoua             | Als speler bij Cotonsport Garoua             | Als speler bij Cotonsport Garoua             | Als speler bij Cotonsport Garoua             | Als speler bij Cotonsport Garoua             |                                              |
| -------------------------------------------- | -------------------------------------------- | -------------------------------------------- | -------------------------------------------- | -------------------------------------------- | -------------------------------------------- | -------------------------------------------- |
| 1                                            | 10 augustus 2013                             | Gabon – Kameroen                             | 1 – 0                                        | AFCON 2014                                   |                                              |                                              |
| 2                                            | 26 mei 2014                                  | Macedonië – Kameroen                         | 0 – 2                                        | Vriendschappelijk                            |                                              |                                              |
| 3                                            | 1 juni 2014                                  | Duitsland – Kameroen                         | 2 – 2                                        | Vriendschappelijk                            |                                              |                                              |
| 4                                            | 13 juni 2014                                 | Mexico – Kameroen                            | 1 – 0                                        | WK 2014                                      |                                              |                                              |
| 5                                            | 6 september 2014                             | Congo-Kinshasa – Kameroen                    | 0 – 2                                        | AK 2015 kwalificatie                         |                                              |                                              |
| 6                                            | 7 januari 2015                               | Kameroen – Congo-Kinshasa                    | 1 – 1                                        | Vriendschappelijk                            |                                              |                                              |
| 7                                            | 10 januari 2015                              | Kameroen – Zuid-Afrika                       | 1 – 1                                        | Vriendschappelijk                            |                                              |                                              |

Bijgewerkt op 9 april 2025.

## Erelijst
| Competitie                    |                 |                 |                 |                 |
| Competitie                    | Aantal          | Jaren           |                 |                 |
| Foullah Edifice               | Foullah Edifice | Foullah Edifice | Foullah Edifice | Foullah Edifice |
| ----------------------------- | --------------- | --------------- | --------------- | --------------- |
| Premier League                | 1               | 2011            |                 |                 |
| Cotonsport Garoua             |                 |                 |                 |                 |
| Première Division             | 2               | 2014, 2015      |                 |                 |
| Individueel                   |                 |                 |                 |                 |
| Tsjadisch speler van het jaar | 1               | 2012            |                 |                 |